# Dickson Choto
Dickson Choto (ur. 19 marca 1981 w Wedzy) – zimbabweński piłkarz, reprezentant Zimbabwe.

## Kariera
Choto zaczynał karierę w klubie Darryn Textiles FC (Zimbabwe). W 2001 r. przeniósł się do Polski i trafił do Górnika Zabrze. Po roku przeszedł do Pogoni Szczecin, by później zostać piłkarzem Legii Warszawa. W jej barwach zadebiutował 20 sierpnia 2003 roku w wygranym 3:1 meczu Pucharu Polski z Tłokami Gorzyce.
Debiut Dicksona Choto w Ekstraklasie miał miejsce 10 marca 2001 roku w meczu Górnik Zabrze – Śląsk Wrocław (2:0). W spotkaniu z Wisłą Kraków, 30 marca 2012 roku, rozegrał dwusetny mecz w barwach Legii. Zawodnikiem stołecznego klubu był przez 10 lat do czerwca 2013.

## Statystyki
| Sezon         | Klub               | Kraj     | Rozgrywki                      | Mecze | Bramki |
| ------------- | ------------------ | -------- | ------------------------------ | ----- | ------ |
| 2000          | Darryn Textiles FC | Zimbabwe | Zimbabwe Premier Soccer League | ?     | ?      |
| 2000/2001 (w) | Górnik Zabrze      | Polska   | Ekstraklasa                    | 3     | 0      |
| 2001/2002 (j) | Górnik Zabrze      | Polska   | Ekstraklasa                    | 9     | 0      |
| 2002/2003 (j) | Pogoń Szczecin     | Polska   | Ekstraklasa                    | 10    | 0      |
| 2003/2004     | Legia Warszawa     | Polska   | Ekstraklasa                    | 22    | 0      |
| 2004/2005     | Legia Warszawa     | Polska   | Ekstraklasa                    | 9     | 0      |
| 2005/2006     | Legia Warszawa     | Polska   | Ekstraklasa                    | 19    | 1      |
| 2006/2007     | Legia Warszawa     | Polska   | Ekstraklasa                    | 26    | 2      |
| 2007/2008     | Legia Warszawa     | Polska   | Ekstraklasa                    | 12    | 0      |
| 2008/2009     | Legia Warszawa     | Polska   | Ekstraklasa                    | 19    | 0      |
| 2009/2010     | Legia Warszawa     | Polska   | Ekstraklasa                    | 18    | 1      |
| 2010/2011     | Legia Warszawa     | Polska   | Ekstraklasa                    | 11    | 0      |
| 2011/2012     | Legia Warszawa     | Polska   | Ekstraklasa                    | 5     | 0      |
| 2012/2013     | Legia Warszawa     | Polska   | Ekstraklasa                    | 3     | 0      |

Stan na czerwiec 2013.

## Reprezentacja
W reprezentacji Zimbabwe wystąpił 7 razy. Grał w Pucharze Narodów Afryki 2004, ale na turniej w 2006 roku nie został powołany.

## Sukcesy
Legia Warszawa;
- Ekstraklasa (2): 2005/2006, 2012/2013
- Puchar Polski (4): 2008, 2011, 2012, 2013
- Superpuchar Polski (1): 2008

## Nagrody
- Redakcja tygodnika Piłka nożna w organizowanym przez siebie corocznym plebiscycie uhonorowała zawodnika, wybierając go do "jedenastki obcokrajowców Orange Ekstraklasy" za rok 2006.
- Serwis internetowy Legia LIVE! w corocznym plebiscycie eLki uhonorował piłkarza w najbardziej prestiżowej kategorii "Postać Roku" za rok 2006.
- Redakcja gazety Życie Warszawy uhonorowała Choto, wybierając go "Sportowcem roku w Warszawie" w 2006.